# Çamlıhemşin
Çamlıhemşin là một huyện thuộc tỉnh Rize, Thổ Nhĩ Kỳ. Huyện có diện tích 700 km² và dân số thời điểm năm 2007 là 6023 người, mật độ 9 người/km².